# Eduardo Nazar
Eduardo Alejandro Nazar Clavería (Santiago, Chile, 1 de marzo de 1961) es un exfutbolista chileno que se desempeñaba en la posición de Mediocampista en equipos de Chile, España y Suiza.

## Trayectoria

### Como jugador
Se inició en las divisiones inferiores del club Universidad Católica, en el cual debutó como profesional en 1979 en la Primera División donde jugó 2 partidos. Siendo juvenil en el club cruzado obtuvo la corona del Torneo Internacional de Croix Sub-19 de 1980 al superar al Dinamo de Moscú en la final, teniendo como compañeros a Juvenal Olmos, Héctor Francino, Fernando Díaz, Patricio Mardones, entre otros. Luego de tener pocas opciones en el primer equipo cruzado, fue cedido a préstamo a Unión San Felipe de 1984 a 1985.
Luego de unirse a Palestino en 1985, fue cedido a préstamo al U. D. Logroñés de la Segunda División de España y nuevamente a Unión San Felipe el segundo semestre de 1985. Para el Logroñés, jugó 8 partidos y marcó 2 goles.
Habiendo jugado para Deportes Concepción entre 1986 y 1987, regresó a Europa y jugó para el FC Aarau, donde anotó un gol en su debut, y el Étoile Carouge FC en Suiza.
De regreso en Chile, jugó para Naval, Deportes Concepción y Rangers. Se retiró a fines de la temporada 1993 defendiendo los colores de Santiago Morning.

### Como entrenador
El año 2005 se tituló como entrenador en el INAF, junto a otros exfutbolistas como Eduardo Soto, Fernando Astengo, José Cantillana, entre otros.
Anteriormente, había sido ayudante técnico de Raúl Toro en Santiago Morning.

## Clubes
| Club                        | País   | Año       |
| --------------------------- | ------ | --------- |
| Universidad Católica        | Chile  | 1979-1984 |
| → Unión San Felipe (cedido) | Chile  | 1983-1984 |
| Palestino                   | Chile  | 1985-1986 |
| U. D. Logroñés              | España | 1985      |
| → Unión San Felipe (cedido) | Chile  | 1985      |
| Deportes Concepción         | Chile  | 1986-1987 |
| FC Aarau                    | Suiza  | 1987-1988 |
| Étoile Carouge FC           | Suiza  | 1988-1989 |
| Naval                       | Chile  | 1989-1990 |
| Deportes Concepción         | Chile  | 1990      |
| Rangers                     | Chile  | 1991      |
| Deportes Concepción         | Chile  | 1992      |
| Santiago Morning            | Chile  | 1993      |